# Hươu đốm Sri Lanka
Hươu đốm Sri Lanka (Danh pháp khoa học: Axis axis ceylonensis) hay còn gọi là hươu Tích Lan là một phân loài của loài hươu đốm (Axis axis) mà sinh sống ở mỗi Sri Lanka. Tên chital không được sử dụng ở Sri Lanka. Hiện trạng của nó là đang tranh chấp và một số cho rằng chúng là đơn loài (tức không có phân loài)

## Tập tính
Hươu Sri Lanka hoạt động chủ yếu trong buổi sáng sớm và một lần nữa vào buổi tối, nhưng chúng thường được quan sát thấy xuất hiện gần hồ nước bất cứ lúc nào. Hươu Sri Lanka ăn cỏ là chủ yếu nhưng nó cũng ăn trái cây và lá rụng. Hươu Sri Lanka kết hợp chặt chẽ với voọc, con công, trâu rừng và nai. Chúng thường sống thành từng nhóm từ 10-60 loài động vật, mặc dù đàn gia súc có thể bao gồm lên đến 100 con. Những con hươu này là con mồi quan trọng đối với báo hoa mai Sri Lanka. Nó cũng là con mồi cho những con gấu lười và chó rừng.

## Phạm vi
Phạm vi môi trường sống và tình trạng bảo tồn: Những con nai sinh sống khu rừng đất thấp khô, thảo nguyên, và đất có cây bụi. Rất hiếm khi những con nai sinh sống vùng núi khô. Không giống như các trục hươu đốm ở vùng đại lục với số lượng dồi dào thì số lượng hươu Sri Lanka được coi là dễ bị tổn thương. Các mối đe dọa bao gồm săn bắn hươu để lấy thịt và nạn phá rừng.
Trong lịch sử, chúng đã được tìm thấy với số lượng rất lớn trong các vùng đất khô trên toàn bộ lãnh thổ Sri Lanka, nhưng những con số này đã giảm đáng kể. Ngày nay vài nghìn những con được tìm thấy ở Sri Lanka. Hươu Sri Lanka chủ yếu được tìm thấy trong các khu bảo tồn ở vùng khô hạn, với một số lượng nhỏ các đàn sống ngoài khu vực rừng được bảo vệ. Đàn lớn có thể được tìm thấy trong các khu bảo tồn.